# Teddy Sheringham
Edward Paul ("Teddy") Sheringham (Londen, 2 april 1966) is een Engels voormalig voetballer en voetbaltrainer die speelde als aanvaller .

## Clubcarrière
Sheringham, die anno 2021 nog altijd de oudste speler en doelpuntenmaker in de oudste voetbalcompetitie ter wereld is, speelde voor onder meer Millwall, Tottenham Hotspur en Manchester United. Voor de laatstgenoemde club scoorde hij de gelijkmaker in de UEFA Champions League-finale van 1999 tegen Bayern München. Oud-ploeggenoot Ole Gunnar Solskjær zorgde, na een assist van Sheringham, vervolgens met de 2–1 in de extra tijd voor de winst en de 'Cup met de Grote Oren'. Met dit team won hij tevens de wereldbeker, die door een doelpunt van Roy Keane met 1–0 werd gewonnen van CONMEBOL Libertadores-winnaar Palmeiras.
Sheringham speelde drie seizoenen (2004–2007) voor West Ham United. Hij maakte zijn debuut voor The Hammers op 7 augustus 2004 in de uitwedstrijd tegen Leicester City (0–0). Op 26 december 2006 scoorde hij in de thuiswedstrijd tegen Portsmouth (1–2), waarmee hij de oudste doelpuntenmaker werd uit de geschiedenis van de in 1992 opgerichte Premier League. Hij was op dat moment 40 jaar en 266 dagen oud.
Hij was lange tijd alltime-clubtopscorer van Tottenham Hotspur. Tussen 1992 en 2003 kwam hij in twee periodes tot 97 doelpunten (in 236 wedstrijden) voor The Spurs. Harry Kane verbeterde Sheringhams doelpuntentotaal op 13 januari 2018 door twee keer te scoren in de competitiewedstrijd tegen Everton. Daardoor kwam Kane op 98 doelpunten op het hoogste niveau namens de club uit Londen.
Op 1 maart 2008 maakte Sheringham bekend in mei van datzelfde jaar te stoppen als voetballer. In september 2009 waren er geruchten dat hij zou terugkeren naar de voetballerij; hij zou gaan voetballen bij Beckenham Town om te spelen in het toernooi om de FA Vase. Achteraf bleek het om een promotiestunt te gaan en verklaarde Sheringham dat hij niet ging terugkeren. Na zijn carrière legde hij zich toe op het pokeren.

## Interlandcarrière
Sheringham speelde 51 keer (11 doelpunten) voor het Engels voetbalelftal. Hij maakte zijn debuut voor de nationale ploeg onder bondscoach Graham Taylor op 29 mei 1993 in de WK-kwalificatiewedstrijd tegen Polen (1–1). Zijn eerste interlanddoelpunt maakte hij op 8 juni 1995 in Leeds tijdens de vriendschappelijke wedstrijd tegen Zweden (3–3), toen hij in de 44e minuut de 1–2 scoorde.

## Trainerscarrière
In juli 2017 werd bekend dat Sheringham als trainer aan de slag ging in India; de dan 51-jarige Engelsman werd trainer van ATK. Hij volgde in Calcutta José Francisco Molina op, die de club in het voorafgaande seizoen aan de tweede landstitel in drie jaar had geholpen. Op 24 januari 2018 werd hij ontslagen, nadat hij in tien wedstrijden als hoofdtrainer slechts driemaal wist te winnen.

## Erelijst
Als speler
 Djurgården
- Division 2 Norra: 1985

 Millwall
- Football League Group Cup: 1982/83
- Football League Second Division: 1987/88

Nottingham Forest
- Full Members Cup: 1991/92

 Manchester United
- Premier League: 1998/99, 1999/00, 2000/01
- FA Cup: 1998/99
- FA Charity Shield: 1997
- UEFA Champions League: 1998/99
- Wereldbeker voor clubteams: 1999

 West Ham United
- Football League Championship play-offs: 2005

Individueel
- Premier League Golden Boot: 1992/93
- Premier League Player of the Month: oktober 2000, augustus 2003
- PFA Team of the Year: 2000/01 Premier League
- PFA Players' Player of the Year: 2000/01
- FWA Footballer of the Year: 2000/01
- Sir Matt Busby Player of the Year: 2000/01
- West Ham United Hammer of the Year: 2004/05
- English Football Hall of Fame: 2009
- Millwall Player of the Year: 1990/91
- Tottenham Hotspur Player of the Year: 1994/95